# Љубавница
Љубавница је израз који се користи за жену која с неким мушкарцем одржава дуготрајну љубавну везу, а за њега није везана браком. Израз се специфично користи за ситуације у којима је мушкарац већ ожењен за другу жену. Однос мушкарца и његове љубавнице је дуготрајан и стабилан; њих двоје, међутим, не живе заједно, односно не творе ванбрачну заједницу, а обично своју везу настоје одржати тајном.